# Stactobia furcata
Stactobia furcata är en nattsländeart som beskrevs av Martin E. Mosely 1930. Stactobia furcata ingår i släktet Stactobia och familjen smånattsländor. Inga underarter finns listade i Catalogue of Life.